# Aya (artiste)
Pour les articles homonymes, voir AYA.
Aya (亜矢, Aya) est une autrice-compositrice-interprète et guitariste japonaise.

## Discographie

### Albums
- Senjou no Hana (A Flower in the Battlefield) (2002)
- Kinjirareta Uta (The Forbidden Song) (2003)
- Baghdad Sky (2004)

### Singles
- Hands (2001)
- Crazy Mermaid (2001)
- Sentaku no Asa (The Morning That I Choose My Own Way) (2002)
- AYA BITCH PROJECT (2003) - Special Live CD
- Over Night (Le Chevalier D'Eon ED) (2006)